# Ромодановская поселковая община
Ромодановская поселковая община (укр. Ромоданівська селищна громада) — территориальная община в Миргородском районе Полтавской области Украины. Административный центр —  посёлок Ромодан.
Образована 8 августа 2019 года путем объединения Ромодановского поселкового совета Миргородского района и Новоореховского сельского совета Лубенского района.

## Населенные пункты
В состав общины входят 1 поселок (Ромодан) и 6 сел: Величковка, Конюшево, Новоореховка,
Ромодан, Сотницкое, Шарковщина.